# Caleppio
Caleppio (Carèpi in dialetto milanese) è un paese di circa 2 800 abitanti, frazione del Comune di Settala nella città metropolitana di Milano, nella Pianura Padana tra l'Adda ed il Lambro; il paese si trova a 105 metri sopra il livello del mare.

## Storia
Non esiste molto materiale per ricostruire una storia precisa di Caleppio; tuttavia si sa che fu fondata da Settala, suo attuale capoluogo, e fu annessa al territorio comunale nel 1753.

## Descrizione

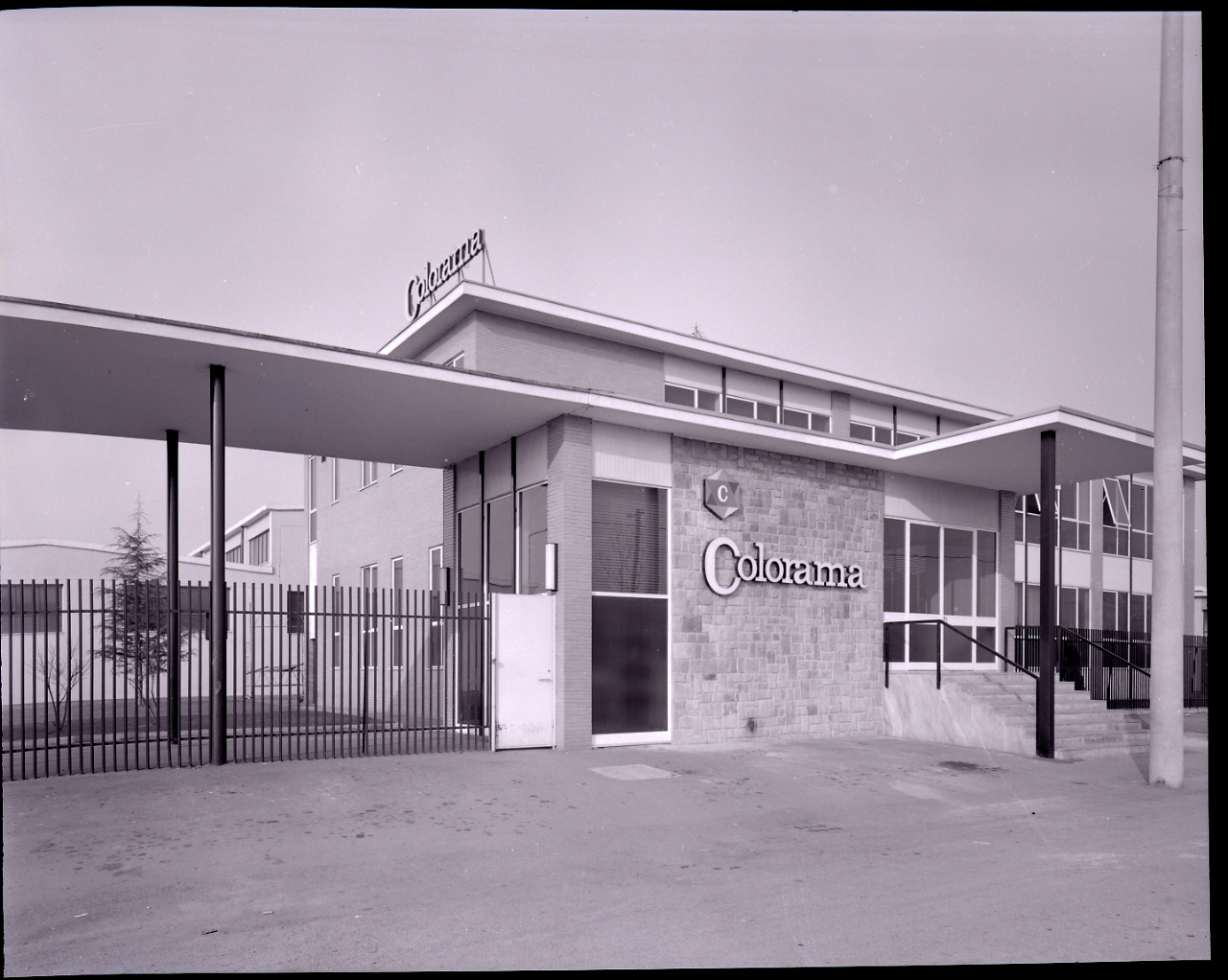
Impianto industriale a Caleppio di Settala fotografato da Paolo Monti nel 1967

Caleppio è molto estesa come territorio rispetto agli abitanti, essendo costituita per lo più da villette a schiera, ville e palazzine di due o tre piani; inoltre le industrie a ridosso del centro abitato "allungano" per effetto ottico il paese.
Caleppio possiede un piccolo centro storico, formato dalla vecchia chiesa dedicata a Sant'Agata e dalla cascina Dondi; successivamente il rapido moltiplicarsi degli abitanti, che ha reso necessario anche la costruzione di una nuova chiesa nel 1992, ha tolto definitivamente importanza al luogo, già poco frequentato dalla vita diurna a scapito della via Bettolino I situata nella zona verso l'incrocio con la via Cerca.
La caratteristica più evidente di Caleppio è proprio l'attraversamento urbano della via Cerca, che taglia letteralmente il centro abitato rendendo potenzialmente pericoloso l'attraversamento del paese da parte degli abitanti. L'espansione residenziale è infatti avvenuta soprattutto ad ovest dell'arteria stradale, (in particolare il cosiddetto villaggio Paola costruito negli anni settanta), nei primi anni del 2000 un altro imponente quartiere residenziale è stato realizzato ad est del centro storico, immediatamente alle spalle della chiesa vecchia, comprendente palazzi, palazzine e villette facendo sì che le abitazioni venissero ad accerchiare la strada.
Verso la ex strada statale 415 Paullese, a sud, c'è un grande complesso industriale che conta numerose aziende e lungo la statale c'è anche un polo commerciale denominato "km 10", come quelli della Paullese in quel punto; a nord invece, verso Settala, c'è un altro grande polo industriale, di "via Grandi - via Buozzi".

## Monumenti e luoghi d’interesse

### Architetture religiose
La Chiesa di Sant’Agata è sede di una parrocchia pluri-centenaria. 

## Sport
Associata a Caleppio abbiamo la società sportiva Caleppio Calcio.